# Wycombe Wanderers FC
A Wycombe Wanderers FC egy angol labdarúgócsapat, amely jelenleg a harmadosztályban szerepel.

## Nézőszámok
A klub hazai bajnoki mérkőzéseinek átlagos nézőszámai az 1980–81-es idény óta (* = hozzávetőleges adat, ^ = a COVID-19 világjárvány miatt rövidített szezon (18 hazai mérkőzés), ¬ = a COVID-19 világjárvány miatt korlátozott nézőszám (2 hazai mérkőzés)). Az átlagokat hivatkozott források alapján számították ki.
| Szezon  | Átlag |
| ------- | ----- |
| 1980–81 | 845*  |
| 1981–82 | 680   |
| 1982–83 | 675*  |
| 1983–84 | 535   |
| 1984–85 | 530   |
| 1985–86 | 775   |
| 1986–87 | 1,130 |
| 1987–88 | 1,460 |
| 1988–89 | 2,248 |
| 1989–90 | 1,890 |

| Szezon  | Átlag |
| ------- | ----- |
| 1990–91 | 2,800 |
| 1991–92 | 3,606 |
| 1992–93 | 4,602 |
| 1993–94 | 5,470 |
| 1994–95 | 5,844 |
| 1995–96 | 4,580 |
| 1996–97 | 5,228 |
| 1997–98 | 5,414 |
| 1998–99 | 5,121 |
| 1999–00 | 5,101 |

| Szezon  | Átlag |
| ------- | ----- |
| 2000–01 | 5,549 |
| 2001–02 | 6,621 |
| 2002–03 | 6,002 |
| 2003–04 | 5,256 |
| 2004–05 | 4,937 |
| 2005–06 | 5,445 |
| 2006–07 | 4,983 |
| 2007–08 | 4,746 |
| 2008–09 | 5,109 |
| 2009–10 | 5,544 |

| Szezon  | Átlag  |
| ------- | ------ |
| 2010–11 | 4,547  |
| 2011–12 | 4,853  |
| 2012–13 | 3,721  |
| 2013–14 | 3,681  |
| 2014–15 | 4,044  |
| 2015–16 | 3,984  |
| 2016–17 | 3,913  |
| 2017–18 | 4,705  |
| 2018–19 | 5,342  |
| 2019–20 | 5,521^ |

| Szezon  | Átlag  |
| ------- | ------ |
| 2020–21 | 1,500¬ |
| 2021–22 | 5,662  |
| 2022–23 | 5,727  |
| 2023–24 | 4,980  |

## Játékosok

### Jelenlegi keret
2024. október 10-i állapot szerint.
| #  |     | Poszt | Név                                                       |
| -- | --- | ----- | --------------------------------------------------------- |
| 1  | ARG | K     | Franco Ravizzoli                                          |
| 2  | SCO | V     | Jack Grimmer (csapatkapitány)                             |
| 3  | SCO | V     | Daniel Harvie                                             |
| 4  | ENG | KP    | Josh Scowen                                               |
| 5  | ENG | V     | Alex Hartridge                                            |
| 6  | ENG | V     | Ryan Tafazolli                                            |
| 7  | ENG | KP    | David Wheeler                                             |
| 8  | ENG | KP    | Matt Butcher                                              |
| 9  | WAL | CS    | Sam Vokes                                                 |
| 10 | ENG | KP    | Luke Leahy                                                |
| 11 | NGA | CS    | Daniel Udoh                                               |
| 12 | JAM | KP    | Garath McCleary                                           |
| 16 | ENG | KP    | Tyreeq Bakinson                                           |
| 17 | WAL | V     | Joe Low                                                   |
| 18 | ENG | CS    | Brandon Hanlan                                            |
| 19 | ENG | K     | Shamal George                                             |
| 20 | ENG | KP    | Cameron Humphreys (kölcsönben az Ipswich Town csapatától) |

| #  |     | Poszt | Név                                                         |
| -- | --- | ----- | ----------------------------------------------------------- |
| 21 | ENG | KP    | Gideon Kodua (kölcsönben a West Ham United csapatától)      |
| 22 | ENG | K     | Nathan Bishop (kölcsönben a Sunderland csapatától)          |
| 23 | IRL | KP    | Kieran Sadlier                                              |
| 24 | CIV | CS    | Richard Kone                                                |
| 25 | ENG | V     | Declan Skura                                                |
| 26 | ENG | V     | Jason McCarthy                                              |
| 28 | ENG | KP    | Aaron Morley (kölcsönben a Bolton Wanderers csapatától)     |
| 29 | GIB | CS    | Jaiden Bartolo                                              |
| 30 | COD | CS    | Beryly Lubala                                               |
| 31 | ENG | V     | Jasper Pattenden                                            |
| 34 | ENG | V     | Jack Matton                                                 |
| 37 | ENG | V     | Caleb Taylor (kölcsönben a West Bromwich Albion csapatától) |
| 44 | NGA | CS    | Fred Onyedinma                                              |

### Kölcsönadott játékosok
| #  |     | Poszt | Név                                   |
| -- | --- | ----- | ------------------------------------- |
| 13 | KOS | K     | Laurence Shala (Potters Bar Town)     |
| 15 | ENG | KP    | Jack Young (Dorking Wanderers)        |
| 27 | ENG | CS    | Brody Peart (Basingstoke Town)        |
| 32 | ENG | KP    | Taylor Clark (Farnborough)            |
| 33 | ENG | V     | Luca Woodhouse (Dagenham & Redbridge) |
| 35 | ENG | KP    | Christie Ward (Weymouth)              |
| 36 | ENG | CS    | Jahiem Dotse (Bracknell Town)         |

### Visszavonultatott mezszámok
| #  |     | Poszt | Név        |
| -- | --- | ----- | ---------- |
| 14 | ENG | KP    | Mark Philo |

## Vezetőség és szakmai stáb

### Vezetőség
2024. június 7-i állapot szerint.
| Pozíció                             | Név               |
| ----------------------------------- | ----------------- |
| Ideiglenes elnök és futballigazgató | Dan Rice          |
| Igazgató                            | Mikheil Lomtadze  |
| Igazgató                            | Eduard Vyshnyakov |
| Igazgató (alapítványi képviselő)    | Tony Hector       |
| Igazgató (alapítványi képviselő)    | Trevor Stroud     |

### Szakmai stáb
2024. szeptember 10-i állapot szerint.
- Első csapat vezetőedzője: Matt Bloomfield
- Első csapat másodedzője: Richard Thomas
- Kapusokért felelős vezetőedző: Lee Harrison
- Fizikai teljesítményért felelős vezető edző: Michael Amoah
- Első csapat elemzője: Callum Brown
- Első csapat vezető elemzője: Ben Cirne
- Fejlesztési vezető: Sam Grace
- Vezető fizioterapeuta: Simon Leon
- Játékosmegfigyelés vezetője: Scott Mitchell
- Adatokért felelős vezető: Ben Prior-Wandesforde
- Vezető sporttudós és GPS-elemző: Ben Sayers
- Sporttudományi és teljesítmény-elemző vezető: Tom Shepherd
- Felszerelés menedzser: James Turner

## Menedzserek
| Anglia         | Jimmy McCormick  | 1951–1952 |
| Anglia         | Sid Cann         | 1952–1961 |
| Anglia         | Colin McDonald   | 1961      |
| Anglia         | Graham Adams     | 1961–1962 |
| Anglia         | Don Welsh        | 1962–1964 |
| Anglia         | Barry Darvill    | 1964–1968 |
| Anglia         | Brian Lee        | 1968–1976 |
| Anglia         | Ted Powell       | 1976–1977 |
| Anglia         | John Reardon     | 1977–1978 |
| Anglia         | Andy Williams    | 1978–1980 |
| Anglia         | Mike Keen        | 1980–1984 |
| Anglia         | Paul Bence       | 1984–1986 |
| Anglia         | Alan Gane        | 1986–1987 |
| Anglia         | Peter Suddaby    | 1987–1988 |
| Skócia         | Jim Kelman       | 1988–1990 |
| Észak-Írország | Martin O'Neill   | 1990–1995 |
| Anglia         | Alan Smith       | 1995–1996 |
| Anglia         | John Gregory     | 1996–1998 |
| Anglia         | Neil Smillie     | 1998–1999 |
| Észak-Írország | Lawrie Sanchez   | 1999–2003 |
| Anglia         | Tony Adams       | 2003–2004 |
| Skócia         | John Gorman      | 2004–2006 |
| Skócia         | Paul Lambert     | 2006–2008 |
| Anglia         | Peter Taylor     | 2008–2009 |
| Írország       | Gary Waddock     | 2009–2012 |
| Anglia         | Gareth Ainsworth | 2012–2023 |
| Anglia         | Matt Bloomfield  | 2023–     |

## Sikerek
Liga
- League One (harmadosztály)
  - Rájátszás győztes: 2020
- Third Division / League Two (negyedosztály)
  - Harmadik helyezett (feljutott): 2008–09, 2010–11, 2017–18
  - Rájátszás győztes: 1994
- Conference (ötödosztály)
  - Bajnok: 1992–93
  - Második helyezett: 1991–92
- Isthmian League
  - Bajnok (8): 1955–56, 1956–57, 1970–71, 1971–72, 1973–74, 1974–75, 1982–83, 1986–87
- Spartan League
  - Bajnok: 1919–20, 1920–21
- London Fives
  - Bajnok: 1994, 1995

Kupa
- FA-kupa
  - Elődöntős: 2000–01
- Angol Ligakupa
  - Elődöntős: 2006–07
- FA Trophy
  - Győztes: 1990–91, 1992–93
- EFL Trophy
  - Ezüstérmes: 2023–24
- Football Conference Shield
  - Győztes: 1991–92, 1992–93, 1993–94
- Football Conference Charity Shield
  - Győztes: 1987–88
- FA Amateur Cup
  - Győztes: 1930–31
  - Ezüstérmes: 1956–57
- Anglo-Italian semi-professional cup
  - Győztes: 1975

## Fordítás
- Ez a szócikk részben vagy egészben  a   Wycombe Wanderers F.C. című angol Wikipédia-szócikk fordításán alapul.  Az eredeti cikk szerkesztőit annak laptörténete sorolja fel. Ez a jelzés csupán a megfogalmazás eredetét és a szerzői jogokat jelzi, nem szolgál a cikkben szereplő információk forrásmegjelöléseként.